# 张荣 (河北)
张荣（1158年—1230年），清州（今河北省沧州市青县）人，后迁居到鄢陵（今河南省鄢陵县）。
1214年，跟随太保石抹明安由金朝降附蒙古成吉思汗铁木真。被成吉思汗任命为为元帅左都监。1215年，奉命攻打东平府、益都诸地。1218年，领军匠从铁木真征伐花剌子模王朝。1220年，到达莫兰河。他监督工匠造船百艘，才使蒙古帝国军队得以渡河。铁木真给他赐名兀速赤。1223年，担任炮水手元帅。后来跟随蒙古大军攻打河西、关西五路、凤翔等地。攻凤翔时右腿受伤，在云内州养病。数年后去世。其子张奴婢，张奴婢子张君佐。